# Mehmet Ateşçi
Mehmet Ateşçi (* 1987 in Berlin) ist ein deutscher Schauspieler.

## Leben
Mehmet Ateşçi wuchs in der Naunynstraße in Berlin-Kreuzberg auf. Er studierte ab 2008 Schauspiel an der Zürcher Hochschule der Künste, wo er 2013 mit dem Master-Titel abschloss. Während seiner Ausbildung, in der er Förderpreisträger der Armin Ziegler-Stiftung und des Zürcher Theatervereins war, wirkte er in Inszenierungen von Laura Koerfer, Peter Kastenmüller und Ralf Fiedler sowie Christoph Frick mit.
2012 spielte er am Ballhaus Naunynstraße in der Produktion Verrücktes Blut von Nurkan Erpulat und Jens Hillje und gastierte am Stadttheater Luzern.
Ab der Spielzeit 2013/14 war er bis zum Ende der Spielzeit 2019/20 festes Ensemblemitglied am Maxim Gorki Theater in Berlin, wo er u. a. unter der Regie von Yael Ronen, Sebastian Nübling, Falk Richter, Nurkan Erpulat, Babett Grube und Hakan Savaş Mican arbeitete.
Seit Beginn der Saison 2019/20 ist er Mitglied des Wiener Burgtheaters. An der Gorki-Bühne ist er seit der Spielzeit 2020/21 weiterhin als Gast engagiert. Außerdem ist er seit der Spielzeit 2022/23 Ensemblemitglied des Deutschen Schauspielhauses in Hamburg.
Mehmet Ateşçi wirkte neben seiner hauptsächlichen Theaterarbeit in mehreren Kino- und TV-Produktionen mit. In dem modernen Heimatfilm Nachspielzeit (2015) verkörperte er den jungen Deutschtürken Cem, der seinen „Berliner Kiez“ Neukölln liebt und sich, während er seinen Bundesfreiwilligendienst in einem Altersheim ableistet, in die Tanztherapeuthin Astrid (Friederike Becht) verliebt, die dort mit den Bewohnern arbeitet. In der TV-Miniserie Das Verschwinden (2017) verkörperte er den Kleinstadtdealer Tarik Karaman. In der 1. Staffel der ZDFneo-Drama-Serie Liebe. Jetzt! (2020) übernahm er eine der Episodenrollen als Online-Priester.
Ateşçi gehörte im Februar 2021 zu den 185 Unterzeichnenden eines Manifests #actout, die sich als Schauspieler „unter anderem als lesbisch, schwul, bi, trans*, queer, inter und non-binär“ identifiziert haben und erklärten, „wir gehen nun gemeinsam den Schritt an die Öffentlichkeit, um Sichtbarkeit zu schaffen“.
Mehmet Ateşçi lebt in Wien.

## Filmografie (Auswahl)
- 2010: 180° – Wenn deine Welt plötzlich Kopf steht (Kinofilm)
- 2015: Nachspielzeit (Fernsehfilm)
- 2017: Tatort: Land in dieser Zeit (Fernsehreihe)
- 2017: Das Verschwinden (Fernsehserie)
- 2019: Nur eine Frau (Kinofilm)
- 2020: Liebe. Jetzt!: Nachtschwärmer (Fernsehserie, eine Folge)
- 2021: SOKO Hamburg: Kiezliebe (Fernsehserie, eine Folge)
- 2022: Alma und Oskar (Kinofilm)
- 2025: Was Marielle weiß (Kinofilm)

## Auszeichnungen
- 2021: Auszeichnung mit dem Nestroy-Theaterpreis in der Kategorie Beste Nebenrolle für seine Darstellung der Miss Prism in Bunbury am Akademietheater[14]